# Mark van der Horst
Mark van der Horst (Amsterdam, 11 december 1967) is een Nederlands politicus van de VVD, organisatieadviseur en bestuurder.
In 1990 werd hij raadslid van het toenmalige Amsterdamse stadsdeel De Baarsjes. Later werd hij stadsdeelwethouder met in zijn portefeuille financiën, onderwijs en burgerzaken. Na weer enige tijd raadslid te zijn geweest ging Van der Horst als organisatieadviseur werken bij Bakkenist Management Consultants (later Deloitte en Touche). In 1998 werd hij lid van het dagelijks bestuur van het stadsdeel Zuidoost en van 2002 tot 2006 was hij wethouder van Amsterdam waarvan de laatste twee jaar tevens locoburgemeester van Amsterdam. Als wethouder was hij onder andere verantwoordelijk voor Verkeer, Vervoer & Infrastructuur (inclusief de aanleg van de Noord/Zuidlijn) en de Amsterdamse haven. 
In juli 2006 werd Van der Horst waarnemend burgemeester van Heemskerk als tijdelijke opvolger van Bernt Schneiders die burgemeester van Haarlem was geworden. Ruim een half jaar later werd daar zijn partijgenoot Jaap Nawijn benoemd tot burgemeester.
Daarna werd hij partner van de BMC Groep en sinds oktober 2007 is hij de voorzitter van MKB Amsterdam.
Van 31 maart tot 27 oktober 2022 was Van der Horst gemeenteraadslid namens de VVD in de gemeenteraad van de gemeente Haarlemmermeer. Hij stond bij de gemeenteraadsverkiezingen in 2022 als 6e kandidaat op de kieslijst. Na amper een halfjaar stopte hij als raadslid omdat hij de functie niet meer met zijn nieuwe baan kon combineren.